# Sclerolaena muelleri
Sclerolaena muelleri là loài thực vật có hoa thuộc họ Dền. Loài này được (Benth.) A.J. Scott miêu tả khoa học đầu tiên năm 1978.